# Jupiaba asymmetrica
Jupiaba asymmetrica är en fiskart som först beskrevs av Eigenmann, 1908.  Jupiaba asymmetrica ingår i släktet Jupiaba och familjen Characidae. Inga underarter finns listade i Catalogue of Life.